# Brian Hastings
Brian Hastings (* 24. Juni 1988 in Hanover, Pennsylvania) ist ein professioneller US-amerikanischer Pokerspieler und Unternehmer. Er ist sechsfacher Braceletgewinner der World Series of Poker.

## Kindheit und Ausbildung
Hastings stammt aus Ithaca und wurde als Sohn zweier Lehrer 1988 in Hanover geboren. Er studierte an der Cornell University und machte seinen Master in Wirtschaftswissenschaften. Später arbeitete er bei der Pizzakette Little Caesars. Hastings ist seit Dezember 2018 verheiratet und lebt in Fort Lauderdale.

## Pokerkarriere

### Werdegang
Hastings lernte Poker von einem seiner High-School-Lehrer. Er begann bereits im Alter von 16 Jahren Onlinepoker zu spielen. Der Amerikaner nutzte teilweise verbotenerweise mehrere Accounts und spielte unter den Nicknames $tinger 88 und NoelHayes auf PokerStars sowie LucLongley und Brian Hastings bei Full Tilt Poker. Im Dezember 2009 gewann Hastings auf Full Tilt Poker in einer Cashgame-Session gegen den Schweden Viktor Blom mehr als 4 Millionen US-Dollar.
Seine erste Geldplatzierung bei einem Live-Turnier erzielte Hastings im September 2008 in Robinsonville im US-Bundesstaat Mississippi. Seinen ersten größeren Gewinn bei einem Live-Turnier erspielte er sich im August 2011 bei einem regionalen Event der World Poker Tour (WPT) in Hollywood, Florida. Er gewann das Turnier und erhielt mehr als 200.000 US-Dollar Preisgeld. Anfang Juni 2012 siegte der Amerikaner bei der Heads-Up Championship der World Series of Poker (WSOP) im Rio All-Suite Hotel and Casino am Las Vegas Strip und erhielt dafür ein Bracelet sowie eine Siegprämie von rund 370.000 US-Dollar. Bei der WSOP 2014 konnte er sich erstmals beim Main Event im Geld platzieren und erreichte den 64. Platz für mehr als 100.000 US-Dollar. Ein Jahr später gewann Hastings innerhalb von acht Tagen zwei Turniere der WSOP 2015 und erhielt dafür zwei weitere Bracelets sowie knapp 400.000 US-Dollar Preisgeld. Anschließend erreichte er den elften Platz beim High Roller for One Drop mit 111.111 US-Dollar Buy-in und kam auch im Main Event auf den 49. Platz. Insgesamt landete der Amerikaner bei der WSOP 2015 achtmal im Geld und verdiente knapp 900.000 US-Dollar. Mit diesen Leistungen verpasste er nur knapp die Auszeichnung als Player of the Year und landete hinter Mike Gorodinsky auf dem zweiten Platz. Ende November 2016 kündigte Hastings an, seine professionelle Pokerkarriere zu beenden. Dennoch war er anschließend noch gelegentlich bei Pokerturnieren zu sehen und erreichte u. a. eine Geldplatzierung bei der WSOP 2017. Mitte April 2018 wurde der Amerikaner beim WPT-Main-Event des Seminole Hard Rock Poker Showdown in Hollywood Dritter für rund 335.000 US-Dollar Preisgeld. Bei der WSOP 2018 gewann er ein Turnier in der gemischten Variante H.O.R.S.E. und sicherte sich sein viertes Bracelet sowie eine Siegprämie von über 230.000 US-Dollar. Im Jahr darauf belegte er bei der Pot Limit Omaha Hi-Lo 8 or Better Championship der WSOP 2019 den zweiten Platz und erhielt knapp 300.000 US-Dollar. Bei der WSOP 2021 sicherte sich Hastings bei der Seven Card Stud Hi-Lo 8 or Better Championship sein fünftes Bracelet sowie einen Hauptpreis von rund 350.000 US-Dollar. Bei der WSOP 2022, die erstmals im Bally’s Las Vegas und Paris Las Vegas ausgespielt wurde, gewann er die Limit 2-7 Lowball Triple Draw Championship und erhielt knapp 300.000 US-Dollar und Bracelet Nummer sechs.
Insgesamt hat sich Hastings mit Poker bei Live-Turnieren mehr als 5 Millionen US-Dollar erspielt.

### Braceletübersicht
Hastings kam bei der WSOP 61-mal ins Geld und gewann sechs Bracelets:
| Jahr | Buy-in (in $) | Turnier                                        | Teilnehmer | Preisgeld (in $) |
| ---- | ------------- | ---------------------------------------------- | ---------- | ---------------- |
| 2012 | 10.000        | Heads-Up Championship                          | 152        | 371.498          |
| 2015 | 10.000        | Seven Card Stud Championship                   | 091        | 239.518          |
| 2015 | 01.500        | Ten-Game Mix                                   | 380        | 133.403          |
| 2018 | 03.000        | H.O.R.S.E.                                     | 354        | 233.202          |
| 2021 | 10.000        | Seven Card Stud Hi-Lo 8 or Better Championship | 144        | 352.958          |
| 2022 | 10.000        | Limit 2-7 Lowball Triple Draw Championship     | 118        | 292.146          |

## Unternehmer
Hastings ist Gründer des Unternehmens UniTea, das Tee vertreibt.